# Roger Potier
Roger Potier, né le 4 juin 1933 à Seraing et mort le 6 août 2014 à Liège, est un artiste belge, dont l’œuvre graphique (peintures, affiches, photographies, design et publicité) s’inscrit dans ses racines natales liégeoises et dans une familiarité avec l’histoire de l’art.

## Biographie
Roger Potier est titulaire d’une licence en Histoire de l’art et archéologie (Université de Liège), et diplômé de l’Académie royale des beaux-arts de Liège. En 1968, il entame une carrière artistique en tant qu’indépendant, et travaille notamment pour la Région wallonne, la Communauté française de Belgique, la Ville de Liège et l’Université de Liège, le Musée de la Vie wallonne, l’éditeur Pierre Mardaga, etc...

## Graphisme
- 1981 : Pour 197 944 belges, l'acier Cockerill Sambre a le gout du pain. Affiche pour la société sidérurgique Cockerill-Sambre
- 1993 : Voici des feuilles, des fleurs et des branches. Affiche pour les Journées du Patrimoine en Région wallonne, 11-12 septembre 1993
- Illustrations de couverture de la revue Art&fact (Université de Liège) : 1981, 1982, 1984, 1986, 1987
- Affiches pour le Festival du Film sur l’Art, Université de Liège, Art&fact, 1980-1982.